# Sapindus oahuensis
Sapindus oahuensis är en kinesträdsväxtart som beskrevs av Wilhelm B. Hillebrand. Sapindus oahuensis ingår i släktet Sapindus och familjen kinesträdsväxter. IUCN kategoriserar arten globalt som sårbar. Inga underarter finns listade i Catalogue of Life.